# هايلي جيريما
هايلي جيريما (مواليد 4 مارس 1946) (بالإنجليزية: Haile Gerima)‏ صانع أفلام إثيوبي يعيش ويعمل في الولايات المتحدة. وهو عضو قيادي في مدرسة لوس أنجلوس لصانعي الأفلام السود. لاقت أفلامه شهرة دولية واسعة. منذ عام 1975، يعتبر هايلي أستاذًا سينمائيًا مؤثرًا في جامعة هوارد في واشنطن العاصمة، واشتهر بفيلم سانكوفا (Sankofa) سنة 1993، الذي فاز بالعديد من الجوائز الدولية.

## مسيرته
هيلي جيريما هو أستاذ سينما في جامعة هوارد بواشنطن منذ عام 1975.
في عام 1976، حاز فيلمه (Harvest: 3,000 Years) على شهرة دولية.
في عام 1993، فاز فيلم سانكوفا (وهو فيلم يتطرق لموضوع العبودية) بجائزة أفضل فيلم روائي طويل في مهرجان الفيلم الأفريقي الثالث في ميلانو.
في عام 1999، أخرج وأنتج فيلم عدوة، الذي يتحدث عن معركة عدوة التي انتصرت فيها إثيوبيا ضد إيطاليا.
في عام 2008، أخرج فيلم تيزا، وقد حصل على جائزة أفضل سيناريو وجائزة لجنة التحكيم الخاصة في مهرجان البندقية السينمائي الخامس والستين، والجائزة الكبرى في مهرجان أميان السينمائي الدولي، بالإضافة إلى خمس جوائز كبرى في أيام قرطاج السينمائية 2008 بتونس. في عام 2009، فاز الفيلم أيضًا بجائزة الأولى في المهرجان الأفريقي للسينما والتلفزيون في واغادوغو.
في عام 2014 كان عضوًا في لجنة تحكيم الدورة 36 لمهرجان القاهرة السينمائي الدولي.

## روابط خارجية
- هايلي جيريما على موقع IMDb (الإنجليزية)
- هايلي جيريما على موقع ألو سيني (الفرنسية)
- هايلي جيريما على موقع أول موفي (الإنجليزية)
- هايلي جيريما على موقع قاعدة بيانات الأفلام السويدية (السويدية)
- هايلي جيريما على موقع قاعدة بيانات الفيلم (الإنجليزية)
- هايلي جيريما على موقع كينوبويسك (الروسية)